# プライムニュース
『プライムニュース』（PRIME news）は、フジテレビおよびBSフジにて、2018年4月2日から2019年3月31日まで統一ブランドとして放送されていた報道番組である。

## 概要
「伝える報道から、発信・提言する報道へ。」をコンセプトに掲げたBSフジの報道番組『BSフジLIVE プライムニュース』を地上波およびインターネット配信にまで統一ブランドとして展開するもの。フジテレビでニュース番組のブランドが統一化されるのは、1984年以来34年ぶりである。タイトルロゴは地上波とBSでは異なり、地上波の「プライムニュース」はデザインなどを統一したタイトルロゴを新規に制作、BSフジの「-プライムニュース」は既存のロゴ・テロップデザインを引き続き使用していた。
かねてから地上波、BS、CS、ウェブを連動させ視聴者に多角的にアプローチする4M戦略を展開してきたが、フェイクニュースが問題になるなど情報が氾濫する現代社会において、「プライムなニュース」をお届けするというコンセプトの下、さらに信頼される「ファクト」に基づいた正確で本質的なニュースを提供することを意味し視聴者に最も関心が高く役に立つ「重要なニュース」を「本質的な形」でお届けするというコンセプトとして『プライムニュース』をフジテレビ・BSフジの報道ニュース番組の統一ブランドにしたものである。"PRIME"には両方の意味を持ち合わせている。
これにより、単にニュースを伝えるのではなく、ニュースで浮き彫りになった問題点を多面的な観点から解説し、ゲストと共に議論。その中で新たなニュースを番組から発信し、視聴者へ前向きかつ具体的な提言をすることを目指していくこととしていた。

## 『プライムニュース』を構成する番組群

### フジテレビ
すべてその名称での放送は終了（系列局の一部番組は除く）
昼
- FNNプライムニュース デイズ - 2018年4月2日から2019年3月31日まで毎週月 - 金曜日11:30 - 11:55、毎週土・日曜日11:50 - 12:00に放送されていた帯の報道番組で、平日は『FNNスピーク』、週末は『FNNスピークWeekend』の後継番組。

夕方
- プライムニュース イブニング - 2018年4月2日から2019年3月31日まで毎週月 - 金曜日16:50 - 19:00、毎週土・日曜日17:30 - 18:00に放送されていた帯の報道番組で、平日は『みんなのニュース』、週末は『FNN みんなのニュース Weekend』の後継番組。

平日深夜最終版
- FNNプライムニュース α - 2018年4月2日から2019年3月30日まで毎週月 - 木曜日23:40 - 翌0:25、土曜日0:10 - 0:55（金曜日深夜）に放送されていた報道番組で、2017年10月2日から2018年3月31日まで放送していた『THE NEWSα』を改題リニューアルさせた番組。

日曜朝
- 報道プライムサンデー - 2018年4月8日から2019年3月31日まで毎週日曜日7:30 - 8:25に放送されていた報道番組で、『新報道2001』の後継番組。

系列局でのスポットニュース
- フジテレビ系列で20時（頃）開始の各番組[注 5]の終盤3〜6分（ローカルセールス枠）の差し替え番組として、全曜日もしくは一部の曜日のみ「プライムニュース」の冠を付けたスポットニュースを放送している系列局がある。
  - テレビ静岡 - 『プライムニュース プラス』（→2019年4月より『テレビ静岡ニュース』に変更）
  - 富山テレビ - 『プライムニュース富山』（→2019年4月より『BBTニュース』に再変更）
  - テレビ新広島 - 『tssプライムニュース ナイト』（→2019年4月より『tssニュースナイト』に改題）
  - 高知さんさんテレビ - 『プライムニュース&天気』（2019年4月以降も継続）
  - 沖縄テレビ - 『OTVプライムニュースNEXT』（→2019年4月より『OTV Live News』に改題）

### BSフジ・BSフジ4K
平日夜
- BSフジLIVE プライムニュース - 2009年4月1日から（BSフジ4Kでは2018年12月3日から）毎週月 - 金曜日夜（現在は20:00 - 21:55）に放送している、帯の大型報道番組。BSフジ4K開局後は4K制作を実施。

土曜夜
- プライムニュース SUPER - 2016年10月1日から（BSフジ4Kでは2018年12月1日から）毎週土曜日21:00 - 21:55に放送している報道番組。上記帯番組の土曜版の位置づけ。同項参照。

### ウェブ展開
- 2018年4月2日11時より、FNNニュースのポータルサイト「FNN.jpプライムオンライン」がオープンした。

## 特徴
- 4つの番組で共通のグラフィックデザインやスタジオセットを使用。フジテレビの資産として長期的に積み上げることを意識しており、効率化とコストパフォーマンスの向上も同時に図っていおり[3]、当時ではかなり珍しかった「ユーザーインターフェース理論」を用いたデザインや、UDフォントを用いたテロップを使用し、サイドテロップなどは極力、画面左側に集約した。
- いずれの番組でも、画面左方に「インフォドック」と呼ばれる共通デザインの情報枠が表示される[注 6]。時刻や日付と曜日、および各地域の天気、今日のニュースの見出しやスポーツ結果などを切り替えながら表示する。通常は半透明のライトグレーで、速報時は赤色になる[3]。
- テーマ曲は全番組が亀田誠治によるもので、イメージが統一されている[4]。基本メロディラインを同じものとしてそのアレンジを施すことで番組ごとに使い分けをしている。また、『デイズ』『イブニング』では”プライム〜♪”のコーラスのあるもの・ないものも作られ、ネット局では後者が用いられた。

## フジテレビのゴールデン・プライムタイム帯の番組のフルネット・飛び降りについて
- フジテレビは、2018年3月31日に『THE NEWSα Pick』の放送終了を機にそれまで50年間、『FNNニュース・明日の天気』から続いてきたフジテレビ系列の21時前のスポットニュースを廃枠した事で、同局他一部系列局でフジテレビの月曜 - 木曜・土曜の20時台の番組と金曜の『金曜プレミアム』（20:00 - 21:49）の終了時間がそれぞれ6分拡大された[注 7][注 8]。但し、同時間帯は前述の通り、あくまでローカルセールス枠であるため、同枠をネットしない系列局は、20時台の番組を従来通りスポットニュース廃枠前の20:54に飛び降り、各局別の自主編成（大半が自社制作のスポットニュース）を放送する。
- またこの改編後、本枠でスポーツ中継放送時にローカルセールス枠の設定を、通常時の終盤6分から冒頭6分に変更（『土曜プレミアム』やスポーツ中継〈特に土・日曜〉、関西テレビ制作の『R-1ぐらんぷり』など）することがあったり、特番によっては、ローカルセールス枠が設定無しとなる場合（『FNS歌謡祭』シリーズ（20XX、夏）、『Cygames THE MANZAI プレマスターズ』、『FNSの日』、『FNSラフ&ミュージック〜歌と笑いの祭典〜』第1夜・第2夜、年末年始の特別編成など）など前後の番組の内容などによってはイレギュラーな編成となる日もある。
- 関西テレビでは通常時は△ではあるが、不定期に放送される『さんまのまんま』のスペシャルなど、同局が制作に関与する特別番組（フジテレビ主導の共同制作を含む）を放送する日に限り、同局のスポットニュース番組『報道ランナープラス』を休止の上、臨時にフルネットでの放送となる。
- 放送エリア内にプロ野球チームがある北海道文化放送（北海道日本ハムファイターズ）・仙台放送（東北楽天ゴールデンイーグルス）・東海テレビ（中日ドラゴンズ）・関西テレビ（阪神タイガース・ごくまれにオリックス・バファローズ）・テレビ新広島（広島東洋カープ）・テレビ西日本（福岡ソフトバンクホークス）では、プロ野球シーズン中はプロ野球中継に差し替える場合がある。この場合は後日週末の午後に振替となるが、その場合フルネットまたは末尾6分を除く同時ネットのいずれかになるかは、各局により異なる。その他、自社制作による特別番組を放送する場合も前述の通りに該当する。

### 系列局での放送状況
- 表内の「ネット状況」とは、全曜日20時台の番組の終盤6分のパートをネットしている状況を示す。
- 20時台の番組末尾6分間は、ローカルセールス枠のため、フジテレビ以外の通常時フルネットの局でも編成の都合により臨時に末尾6分を除く同時ネットに変更する場合がある一方、通常時末尾6分を除く同時ネット局でも臨時にフルネットで放送する場合がある。また、『潜在能力テスト』、『坂上どうぶつ王国』スペシャル放送時は、番組終盤6分に加え、番組全編がローカルセールス枠であるため、フジテレビ以外で通常時同2番組を同時ネットしている局でも編成の都合により臨時非ネットもしくは遅れネット（フジテレビと同時刻放送となったとしても）での放送に変更する場合がある一方、通常時非ネットとする局でも臨時に末尾6分を除く同時ネットまたはフルネットで放送する場合がある他、当番組がローカルセールス枠とネットワークセールス枠を跨ぐ19:00からの3時間スペシャル（または19:00開始の4時間スペシャル）放送時は飛び降り時刻を臨時に変更すると同時に、通常時時差ネットまたは非ネット局で19:57から飛び乗る局は時と場合によりフルネットまたは一部内容が放送されない20時からの2時間または3時間の短縮版をフジテレビからの裏送りによる同時ネットで放送することがある（飛び降り局も通常通り）。
- 通常時△、×の局では、前述の通り20時台の番組を従来通りスポットニュース廃枠前の20:54に飛び降り、各局別の自主編成（大半が自社制作のスポットニュース）を放送している。ただし、長時間特番時の中断ニュースや年末年始の特別編成時が放送される週には臨時に○に変更したり、逆にフジテレビ以外の通常時○の局でも臨時に△または×に変更し、各局別に自主編成を放送することがある。
- 19:00開始の2時間スペシャル以外の拡大版を行う場合、飛び降り時刻は臨時に変更される。
- ネット状況について
  - ○…原則全曜日フルネット
  - △…末尾6分を除く同時ネット（週末など定期的な曜日のみ、フルネットで放送）
  - ×…原則全曜日で末尾6分を除く同時ネット

| 放送対象地域   | 放送局                    | 系列                                         | 番組名 （ニュース・天気予報番組のみ） | ネット状況 | 備考・脚注             |
| -------------- | ------------------------- | -------------------------------------------- | ------------------------------------- | ---------- | ---------------------- |
| 関東広域圏     | フジテレビ（CX）          | フジテレビ系列                               | なし                                  | ○          | 【キー局・番組制作局】 |
| 岩手県         | 岩手めんこいテレビ（mit） | フジテレビ系列                               | なし                                  | ○          |                        |
| 秋田県         | 秋田テレビ（AKT）         | フジテレビ系列                               | なし                                  | ○          |                        |
| 岡山県・香川県 | 岡山放送（OHK）           | フジテレビ系列                               | なし                                  | ○          |                        |
| 佐賀県         | サガテレビ（STS）         | フジテレビ系列                               | なし                                  | ○          |                        |
| 鹿児島県       | 鹿児島テレビ（KTS）       | フジテレビ系列                               | なし                                  | ○          |                        |
| 北海道         | 北海道文化放送（uhb）     | フジテレビ系列                               | UHBニュース・みんなのてんき           | △          |                        |
| 宮城県         | 仙台放送（OX）            | フジテレビ系列                               | 仙台放送ニュース                      | △          |                        |
| 山形県         | さくらんぼテレビ（SAY）   | フジテレビ系列                               | プライムウェザー                      | △          |                        |
| 福島県         | 福島テレビ（FTV）         | フジテレビ系列                               | 福テレてんき                          | △          |                        |
| 静岡県         | テレビ静岡（SUT）         | フジテレビ系列                               | テレビ静岡ニュース                    | △          |                        |
| 石川県         | 石川テレビ（ITC）         | フジテレビ系列                               | 石川さん こんやのニュース             | △          |                        |
| 福井県         | 福井テレビ（FTB）         | フジテレビ系列                               | 福井新聞ニュース                      | △          |                        |
| 近畿広域圏     | 関西テレビ（KTV）         | フジテレビ系列                               | 報道ランナープラス                    | △          |                        |
| 島根県・鳥取県 | さんいん中央テレビ（TSK） | フジテレビ系列                               | なし                                  | △          |                        |
| 広島県         | テレビ新広島（tss）       | フジテレビ系列                               | TSSニュースナイト                     | △          |                        |
| 愛媛県         | テレビ愛媛（EBC）         | フジテレビ系列                               | EBCニュース・あすの天気               | △          |                        |
| 高知県         | 高知さんさんテレビ（KSS） | フジテレビ系列                               | プライムニュース＆天気                | △          |                        |
| 福岡県         | テレビ西日本（TNC）       | フジテレビ系列                               | 番組情報(キャッチコピーが番組名)      | △          |                        |
| 長崎県         | テレビ長崎（KTN）         | フジテレビ系列                               | KTNニュース・天気予報                 | △          |                        |
| 熊本県         | テレビくまもと（TKU）     | フジテレビ系列                               | TKUニュース                           | △          |                        |
| 大分県         | テレビ大分（TOS）         | 日本テレビ系列 フジテレビ系列                | TOSニュース                           | △          |                        |
| 宮崎県         | テレビ宮崎（UMK）         | フジテレビ系列 日本テレビ系列 テレビ朝日系列 | UMK NEWS                              | △          |                        |
| 新潟県         | NST新潟総合テレビ（NST）  | フジテレビ系列                               | NSTこんやのニュース                   | ×          |                        |
| 長野県         | 長野放送（NBS）           | フジテレビ系列                               | NBSニュース&天気                      | ×          |                        |
| 富山県         | 富山テレビ（BBT）         | フジテレビ系列                               | BBTニュース                           | ×          |                        |
| 中京広域圏     | 東海テレビ（THK）         | フジテレビ系列                               | FNN東海テレニュース                   | ×          |                        |
| 沖縄県         | 沖縄テレビ（OTV）         | フジテレビ系列                               | OTV Live News                         | ×          |                        |

### 飛び降り点が設けられている番組
- 2024年3月時点。
- いずれの番組も20:54 - 21:00に飛び降り点が設けられている。

| 曜日 | 番組名                                                |
| ---- | ----------------------------------------------------- |
| 月曜 | 『呼び出し先生タナカ』                                |
| 火曜 | 『突然ですが占ってもいいですか?』（一部系列局を除く） |
| 水曜 | 『奇跡体験!アンビリバボー』                           |
| 木曜 | 『街グルメをマジ探索!かまいまち』                     |
| 金曜 | 『ウワサのお客さま』                                  |
| 土曜 | 『新しいカギ』                                        |
| 日曜 | 『千鳥の鬼レンチャン』                                |

## 結果
2019年3月をもってフラッグシップともされていた『イブニング（平日版）』の終了する事が2月に報道された。また、昼の『デイズ』と夜の『α』についても同時期に終了し、『イブニング（平日版）』のメインキャスターでもあった反町理が『BSフジLIVE プライムニュース』に復帰することとなった。
これに伴い、共通ブランドも「Live」をキャッチフレーズとし、『Live News』へと変更されることとなった。詳細は同項を参照。これにより、『プライムニュース』は地上波・BSフジ・BSフジ4K・ウェブ配信すべての統一ブランドとしては終了した。また、昼の『デイズ』と夜の『α』は、『Live News』に変更後も引き継がれた。なお、日曜朝の『サンデー』についても統一ブランド展開の終わる2019年3月末をもって終了し、同年4月からは後継番組として『日曜報道 THE PRIME』を放送している。なお、ブランド名の源流たるBSフジ・BSフジ4Kの『BSフジLIVE - 』および『プライムニュースSUPER』は統一ブランド展開が終わった同月以降もBSフジ・BSフジ4Kの単独で継続している。
またグラフィックデザインの面では従来のニュース番組とは一線を画す先進的なデザインで、後に2020年代のニュース番組のグラフィックデザインの礎ともなるようなものとなった。